# Marillyn A. Hewson
Marillyn Adams Hewson, född 27 december 1953, är en amerikansk företagsledare som var senast styrelseordförande, VD och president för världens största vapentillverkare, amerikanska Lockheed Martin Corporation.
Det var tänkt i april 2012 att Chris Kubasik skulle bli ersättaren till den avgående VD:n Robert J. Stevens den 1 januari 2013 medan Hewson skulle ersätta just Kubasik på hans positioner som COO och president. Den 9 november 2012 meddelade dock Lockheed att Kubasik hade avgått från sina positioner på grund av att han hade brutit mot interna bestämmelser rörande relationer mellan anställda. Lockheeds koncernstyrelse beslutade då att utse Hewson till Stevens efterträdare. Den 1 januari året därpå tog hon över ordförandeklubban från Stevens. Den 15 juni 2020 avgick Hewson som VD och koncentrerade sig helt på styrelseordförande-posten medan James D. Taiclet skulle ta över som VD och president. Den 1 mars 2021 tog Taiclet även över som styrelseordförande från Hewson, dock var hon strategisk rådgivare till honom fram tills den 28 februari 2022.
Hewson sitter också i styrelserna för Johnson & Johnson (2019–) och Chevron (2021–) och tidigare för DuPont (2007–2019).
Hon avlade en kandidatexamen i företagsekonomi och en master i nationalekonomi vid University of Alabama. Hewson har även tagit enstaka kurser vid Columbia Business School och Harvard Business School.